# Tramvajová doprava v katovické aglomeraci
Tramvajová doprava v katovické aglomeraci je největším tramvajovým provozem v Polsku a zároveň se řadí i mezi největší systémy na světě. Tramvaje zde obsluhují celkem 13 měst katovické konurbace s více než dvěma miliony obyvatel: Będzin, Bytom, Chorzów, Czeladź, Dąbrowa Górnicza, Gliwice, Katowice, Mysłowice, Ruda Śląska, Siemianowice Śląskie, Sosnowiec, Świętochłowice a Zabrze. Provozovatelem tramvajové sítě o délce 178 kilometrů s 29 linkami je akciová společnost Tramwaje Śląskie, o organizaci dopravy se stará Zarząd Transportu Metropolitalnego.

## Historie

### První tramvajové linky
Od poloviny 19. století fungovala v Horním Slezsku síť úzkorozchodných železnic, která sloužila především jednotlivým závodům těžkého průmyslu. Ten se navíc neustále rozvíjel, což si vyžádalo vybudování nového systému hromadné dopravy. Proto byla 24. dubna 1892 podepsána dohoda mezi městem Bytom a společností Kramer & Co.  na výstavbu trati pro parní tramvaje na trase Gliwice – Zabrze – Chebzie – Królewska Huta – Bytom – Piekary Śląskie. Trať byla jednokolejná s rozchodem 785 mm.
Provoz na prvním úseku Bytom – Piekary Śląskie byl zahájen 27. května 1894. Druhý úsek z Gliwic do Zabrze byl otevřen 26. srpna téhož roku a 30. prosince 1894 byla trať Gliwice – Piekary Śląskie hotová kompletně. Délka trati byla 34,5 kilometru a tramvajím sloužily dvě vozovny (Gliwice a Rozbark). Kvůli stížnostem obyvatel na hluk byly v centrech měst Bytom a Gliwice tramvaje taženy koňmi.
Do konce 19. století vybudovala společnost Kramer & Co. také tratě Katovice – Siemianowice Śląskie, Królewska Huta – Alfred a Bytom – Zabrze. V roce 1898 bylo přepraveno celkem 3 603 350 cestujících.

### Nástup elektrických tramvají
Společnost Kramer & Co. získala v roce 1898 koncesi na stavbu tratě Katowice Rynek – Zawodzie  pro elektrické tramvaje. Ve stejném roce získala katovická společnost Schikora & Wolff licenci na stavbu následujících tratí Mysłowice – Katowice, Hajduki – Królewska Huta, Hajduki – Bytom a Łagiewniki – Lipiny.
Firma Schikora & Wolff svou licenci prodala společnosti Oberschlesische Kleinbahnen und Elektrizitätswerke AG, která krom samotných tratí začala budovat také vlastní depo a elektrárnu. První elektrická tramvaj vyjela 7. září 1899 na trase Katowice – Hajduki. V roce 1898 svoje tratě elektrifikovala také společnost Kramer & Co. Aby si obě společnosti navzájem nekonkurovaly, byla 7. července 1899 založena společnost Schlesische Kleinbahn AG, která posléze spravovala síť o délce 123,43 km a v roce 1900 přepravila 7 603 856 cestujících. Mezi roky 1901 až 1913 bylo do provozu uvedeno dalších šest nových tratí:
- Świętochłowice – Nowy Wirek
- Świętochłowice – Królewska Huta
- Katowice Rynek – Park Kościuszki (první trať s rozchodem 1435 mm)
- Bytom Rynek – Miechowice
- Bytom Rynek – ulice Piekarska
- Karb - Dąbrowa Miejska

### Meziválečné období

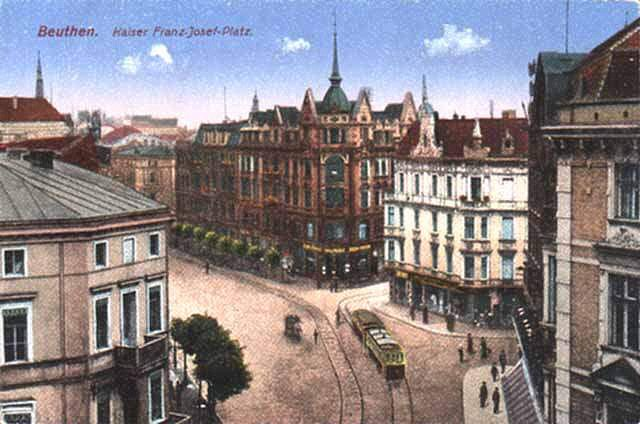
Tramvaj na náměstí Kościuszki v Bytomi

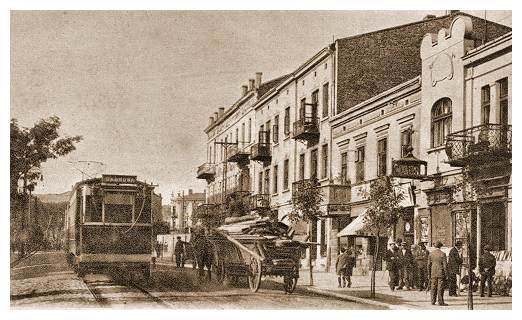
Ulice Małachowskiego ve městě Będzin v meziválečném období

Vzhledem k politické situaci meziválečného období byla v roce 1922 tramvajová síť rozdělena na dvě části, které spravovaly různé země:  Německo a Polsko. Tramvaje v polské části sítě provozovala od roku 1925 nová společnost Śląsko-Dąbrowskie Kolejowe Towarzystwo Eksploatacyjne z o.o., zatímco tramvaje v Německu měla na starosti firma Oberschlesische Dampfstraßenbahn GmbH. 
Tramvajová síť na polské straně Horního Slezska byla během meziválečného období postupně přestavována z původních 785 mm na standardní rozchod 1435 mm. V roce 1931 bylo takto upraveno 47,5 % všech tratí a ve stejném roce také přibylo 20 kilometrů dvoukolejných úseků. V letech 1929 až 1931 probíhala výstavba normálněrozchodné vozovny Świętochłowice Hajduki.
Spolek obcí Będzin, Czeladź, Dąbrowa Górnicza a Sosnowiec získal v roce 1923 licenci na výstavbu tratí ve východní části Katovické konurbace zvané Dąbrowská pánev. Nově vzniklá společnost se jmenovala Tramwaje Elektryczne w Zagłębie Dąbrowskie S.A.  a v roce 1926 zahájila výstavbu vozovny a sedmi tramvajových tratí:
- 11. února 1928 - Będzin – Dąbrowa kościół
- 14. července 1928 - Sosnowiec – Szopienice
- 31. října 1928 - Dąbrowa kościół – Reden
- rok 1931 – spojovací trať u nádraží Sosnowiec Główny
- 27. ledna 1929 - Będzin – Czeladź
- 1. května 1934 - Sosnowiec – Milowice
- 22. prosince 1935 - Sosnowiec - Konstantynów

V německé části Horního Slezska pokračovaly práce na výstavbě nových i modernizaci stávajících tratí. Na území měst Bytom a Zabrze vznikly v letech 1925 až 1930 čtyři nové tratě: Miechowice – Rokitnica – Wieszowa, Bytom Rynek – Důl Nowy Orzeł Biały, Rokitnica – Helenka a Bobrek – Biskupice. V roce 1934 vznikla trať mezi centrem Zabrze a čtvrtí Mikulczyce, o dva roky později pak tramvaje propojily centrum Zabrze také s dolem Guido. 
Po porážce Polska německou armádou na začátku druhé světové války převzala Třetí říše kontrolu také nad polskou částí tramvajové sítě a společnost Śląskie Kolejki S.A.  byla přejmenována na Schlesische Kleinbahn AG. Nové tratě stavěny nebyly, probíhalo pouze přerozchodování úzkorozchodných tratí na standardní rozchod. Trať Królewska Huta – Dąb – Katowice byla po přestavbě znovuotevřena dne 24. prosince 1940. 

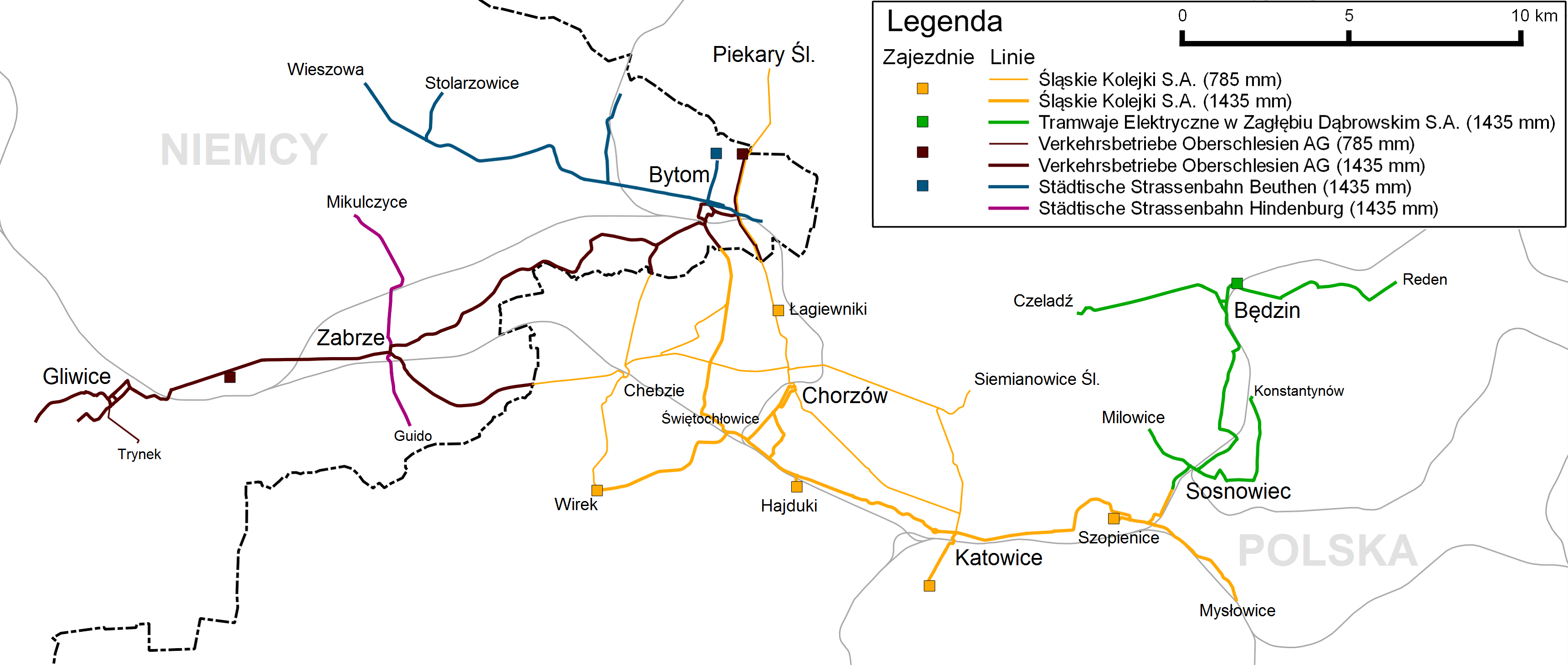
Tramvajová síť v polovině roku 1939

### Poválečný rozmach tramvají

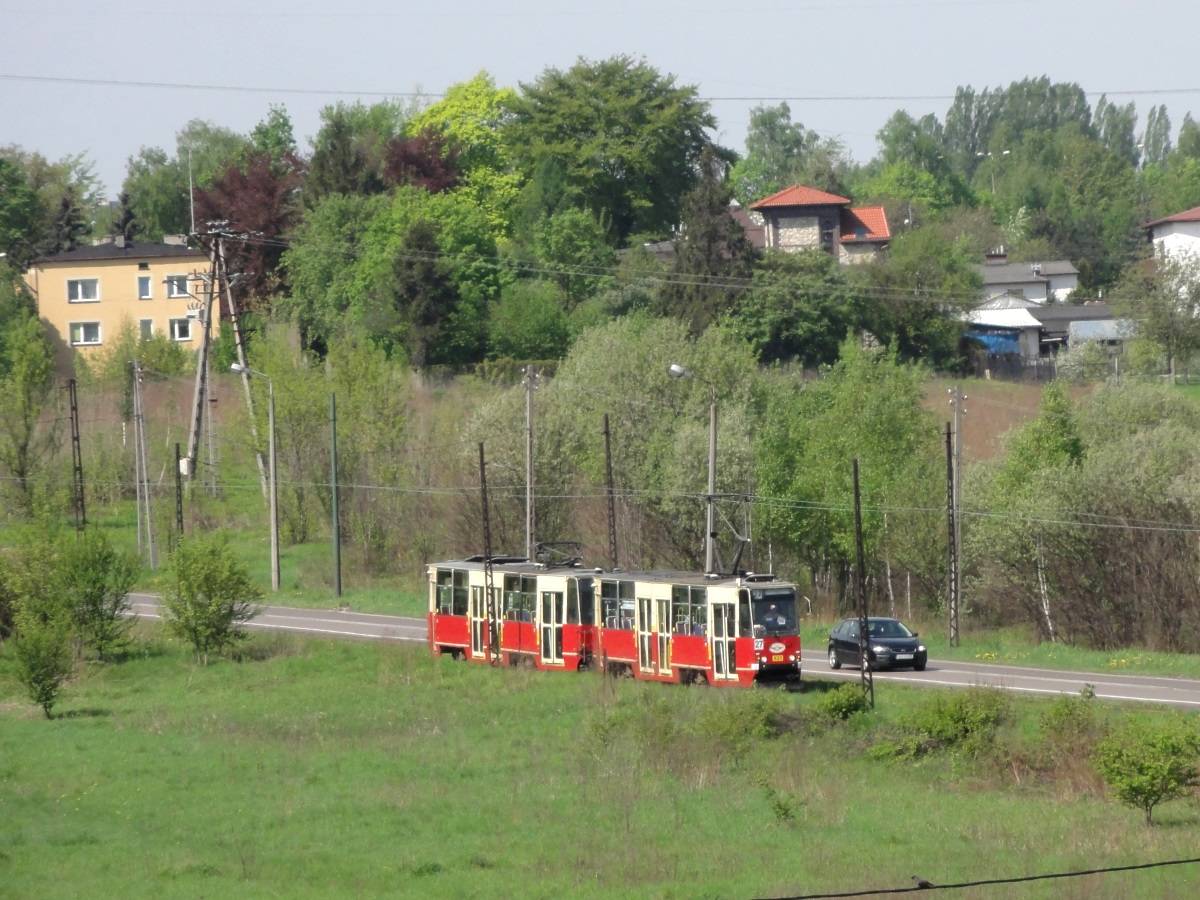
Souprava vozů Konstal 105N na lince 27 směr Kazimierz Górniczy

Po skončení 2. světové války převzalo polské ministerstvo dopravy dozor nad všemi čtyřmi společnostmi provozujícími tramvajovou dopravu: Śląskie Kolejki, Tramwaje Elektryczne w Zagłębiu Dąbrowskim, Górnośląskie Przedsiębiorstwo Komunikacyjne a Miejskie Przedsiębiorstwo Komunikacyjne w Bytomiu. V letech 1945 až 1948 byly tramvaje v Katovické aglomeraci dominantním dopravním prostředkem, přes den přepravovaly cestující, v noci potraviny a hlavně mléko z mlékárny v Chořově do Katovic a sousedního města Będzin.
Dne 27. února 1951 byl založen dopravní podnik WPK (Wojewódzkie Przedsiębiorstwo Komunikacyjne w Katowicach) a ve stejné době také probíhalo třicetileté období rozmachu tramvajové dopravy. První práce zahrnovaly přerozchodování zbývajících úseků na normální rozchod (1435 mm). Přestavbu se podařilo dokončit v roce 1952, kdy byl uzavřen poslední úzkorozchodný úsek Chorzów – Węzłowiec. Dále bylo vybudováno 12 nových tratí:
- 18. září 1947 - Park Kościuszki – Brynów (Katowice)
- 22. ledna 1951 - Będzin – pivovar Grodziec
- 22. ledna 1951 - Sosnowiec – Milowice
- 1. května 1952 - Důl Guido – Makoszowy
- 1. května 1952 - Dańdówka – Důl Klimontów
- 30. dubna 1954 - Nádraží Mysłowice – Dańdówka
- 22. ledna 1956 - Pivovar Grodziec – Důl Grodziec
- 27. října 1957 - Důl Grodziec – Żychcice
- 1. května 1959 - Důl Klimontów - Porąbką
- 4. prosince 1960 - Porąbką - Kazimierz Górniczy
- 1. září 1967 - Bytom centrum – Důl Bytom
- červen 1968 - Důl Bytom – vozovna Stroszek (dříve Radzionków)

V roce 1962 byla otevřena vozovna Zawodzie, v roce 1968 vozovna Stroszek. Třetí nová vozovna byla vybudována v roce 1972 na okraji města Gliwice. Nejnovější vozovnou je ta ve městě Będzin, která začala tramvajím sloužit v roce 1978. Společně s vozovnou Chorzów Batory, který byla otevřena již v roce 1930, měl dopravní podnik WPK k dispozici pět tramvajových vozoven.

### První vlna likvidace tramvajových tratí
Ve druhé polovině 70. let 20. století začala první vlna likvidace tramvajových tratí. Kvůli nízké cestovní rychlosti, způsobené hlavně špatným technickým stavem tratí, dávali cestující přednost rychlejším autobusům. Provoz byl zastaven na následujících tratích:
- 1. září 1976 - ul. Celna, Bytom – Dąbrowa Miejska
- 27. dubna 1979 - Szarlej – Piekary Śląskie
- rok 1980 - ul. Celna, Bytom – Karb
- 10. května 1981 - Rozbarka – Szarlej
- 2. května 1983 - ul. Łużycka, Bytom – Wieszowa a Stolarzowice
- září 1986 - ul. Strzody, Gliwice – Trynek, Gliwice
- září 1986 - ul. Strzody, Gliwice – ul. Zygmunta Starego, Gliwice
- rok 1979 – trať v ulici Piekarska v Bytomi (trať byla znovuzprovozněna v roce 1982)

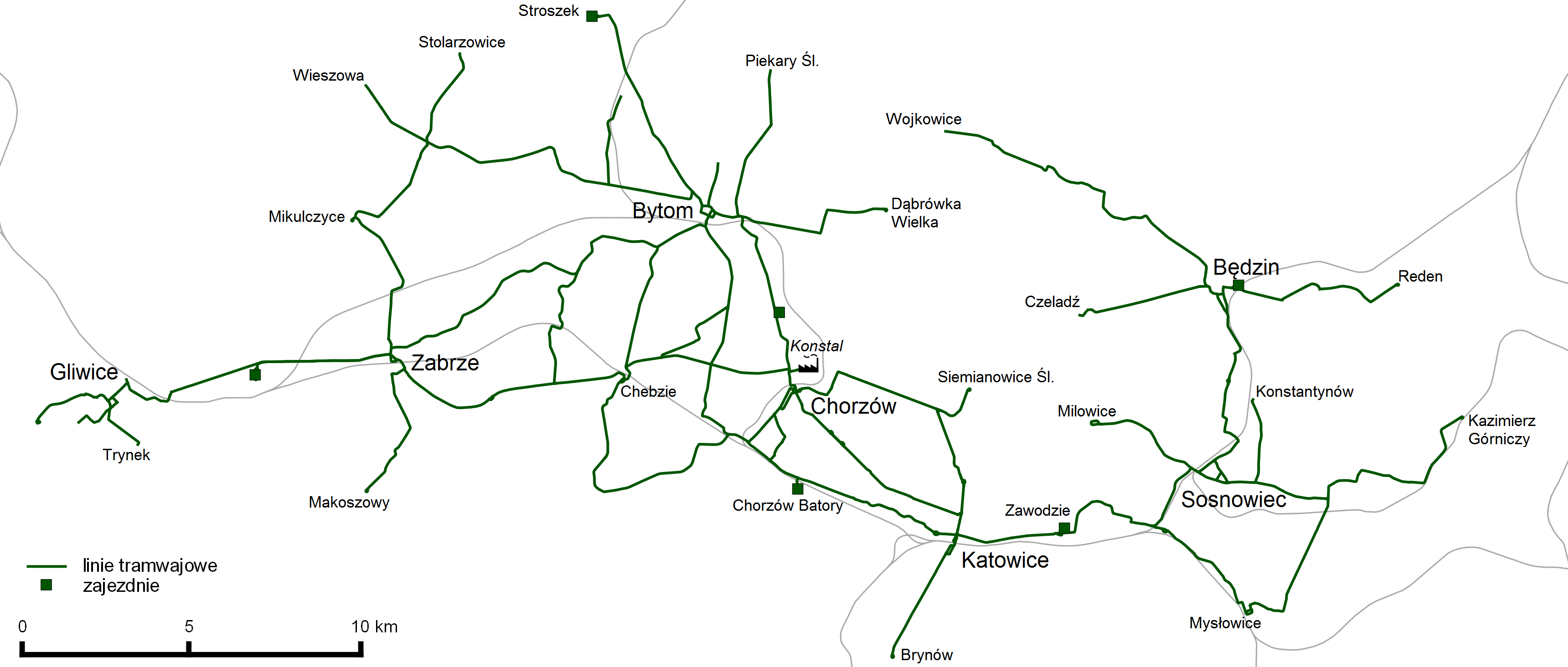
Tramvajová síť na konci roku 1975

### Rozpad dopravního podniku WPK
Na konci své činnosti v roce 1990 zaměstnával katovický dopravní podnik WPK celkem 9114 zaměstnanců. Obsluhoval 29 tramvajových linek v délce 389 km, 528 autobusových linek v délce 8502 km a 4 trolejbusové linky v délce 35 km. Na území 40 měst a 25 obcí se dohromady nacházelo 5327 zastávek. Vozový park společnosti čítal 530 tramvají, 1533 autobusů a 23 trolejbusů. V roce 1990 přepravil WPK téměř jednu miliardu cestujících a vykonal práci 150 milionů vozokilometrů.
Na základě nařízení Wojciecha Czecha, vojvody tehdejšího Katovického vojvodství, byl v říjnu 1991 WPK rozdělen na 12 městských autobusových dopravních podniků, jednoho tramvajového dopravce (PKT) a dvou podniků pro technické služby a výcvik řidičů. Likvidace WPK způsobila finanční i organizační chaos, autobusové linky musely být přímo financovány obcemi, zatímco tramvajová a meziměstská doprava byla nadále financována státem. 

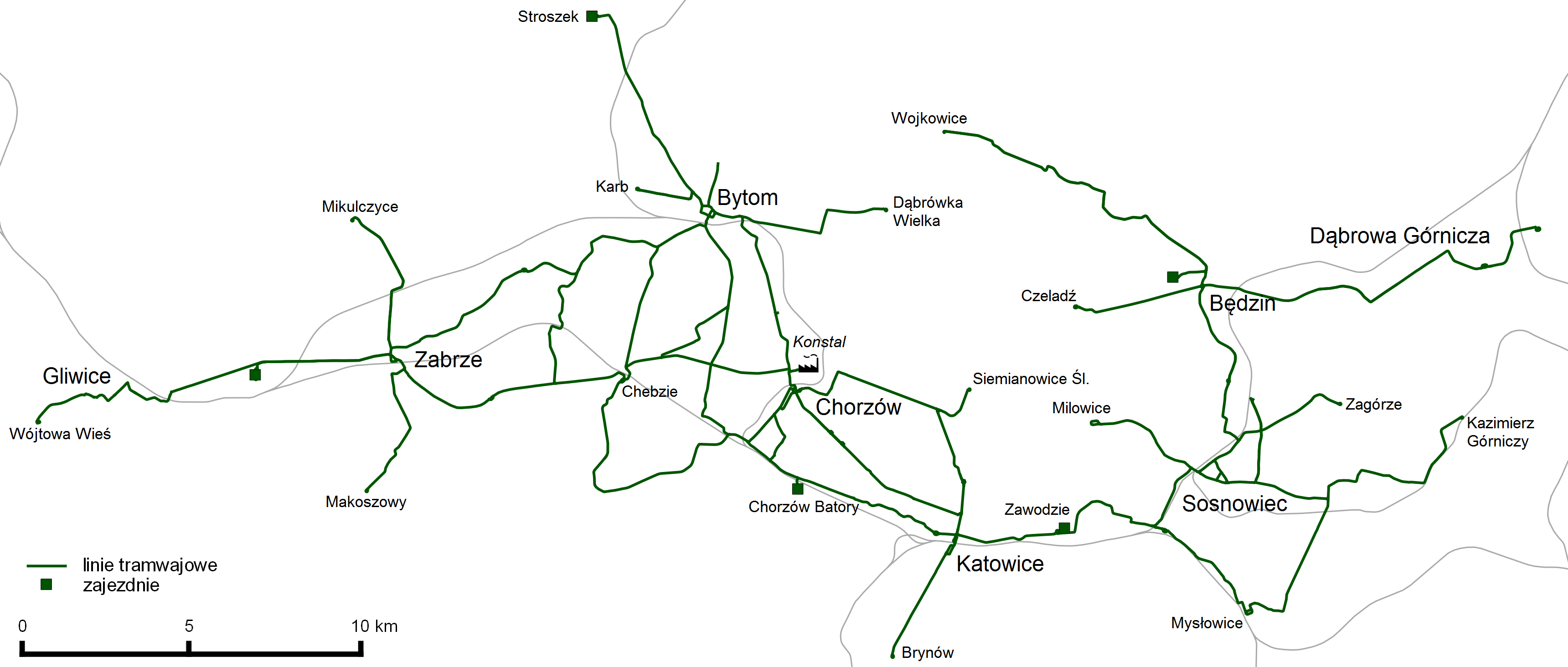
Tramvajová síť v roce 1992

### Investice ze státního rozpočtu

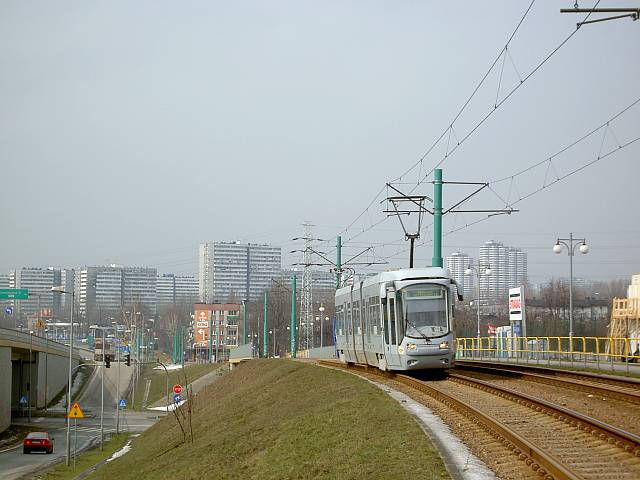
Alstom Citadis na zmodrnizované trati Bytom – Katowice

Ve druhé polovině 90. let 20. století byl kvůli snižující se efektivitě tramvajové dopravy zahájen modernizační program financovaný ze státního rozpočtu. Nejvýznamnější akcí v rámci tohoto programu byla rekonstrukce tratě spojující města Katovice a Bytom, která měla být jako první přizpůsobena pro provoz nízkopodlažních vozidel. Počítalo se také s minimalizací počtu kolizních míst s automobily, zavedením preference na křižovatkách, instalací automatických výhybek a rekonstrukcí trakční sítě. Díky této investici se měla doba jízdy zkrátit o 10 minut. Pro provoz na rekonstruované trati bylo objednáno 17 nízkopodlažních tramvají Alstom Citadis 100, které byly vyrobeny bývalé továrně firmy Konstal ve městě Chorzów. Pro potřeby nových vozů měla být znovuotevřena bývalá vozovna Łagiewniki. 
Kvůli nedostatku financí se však celý program opozdil a rozsah prací byl značně omezen. Trať nebyla zrekonstruována kompletně a vozovna Łagiewniki zůstala uzavřena. Předpokládaného zkrácení jízdní doby se tak nepodařilo dosáhnout.

### Změny v organizacích
Prvního ledna roku 1999 došlo v Polsku k správní reformě, při které bylo vytvořeno 16 vojvodství, což mělo za následek změnu způsobu financování provozu tramvají. Od této reformy již není provoz financován ze státního rozpočtu, ale platí jej přímo Slezské vojvodství. 1. února 2000 začal dopravní podnik PKT zajišťovat dopravu na objednávku organizátora KZK GOP (nyní Zarząd Transportu Metropolitalnego). 1. ledna 2003 se z dopravního podniku PKT stala akciová společnost Tramwaje Śląskie. KZK GOP, MZKP Tarnowskie Góry a MZK Tychy byly 1. ledna 2019 sloučeny do nové společnosti Zarząd Transportu Metropolitalnego, která je zodpovědná za organizování dopravy v 56 městech a obcích Slezského vojvodství.

### Druhá vlna likvidace tramvajových tratí

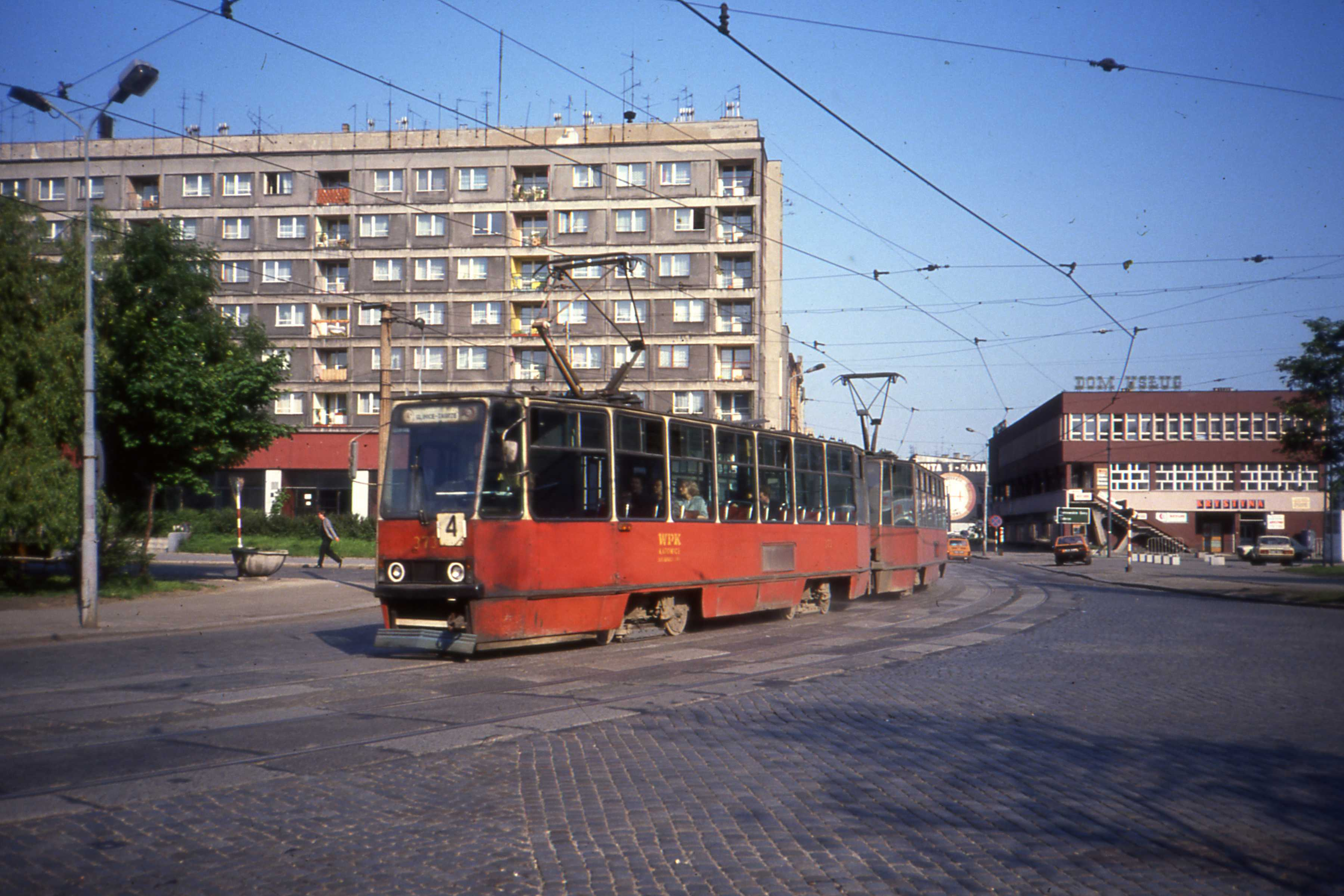
Souprava tramvají Konstal 105N ve městě Gliwice

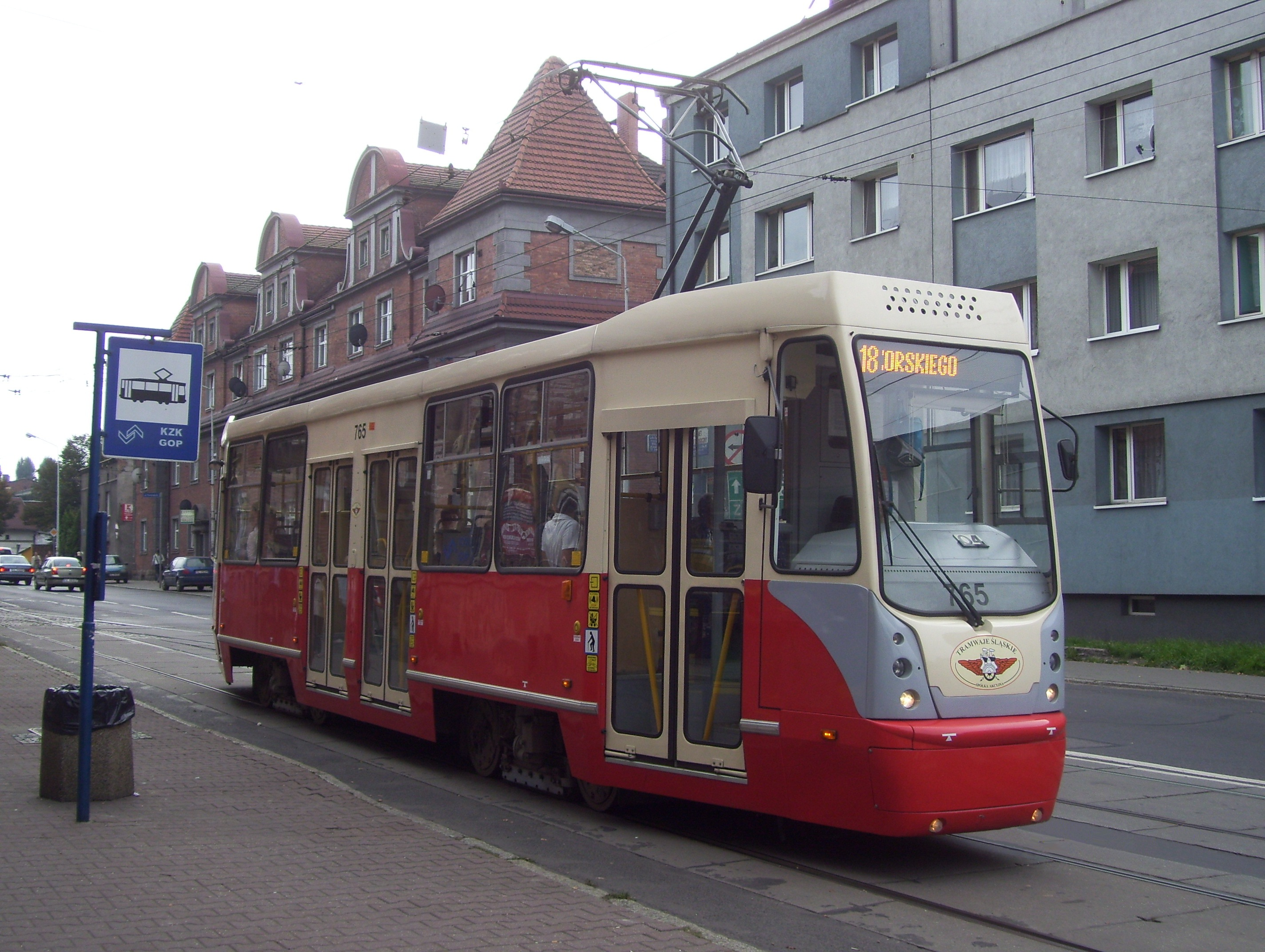
Tramvaj Konstal 105N-2k na zrušené lince 18

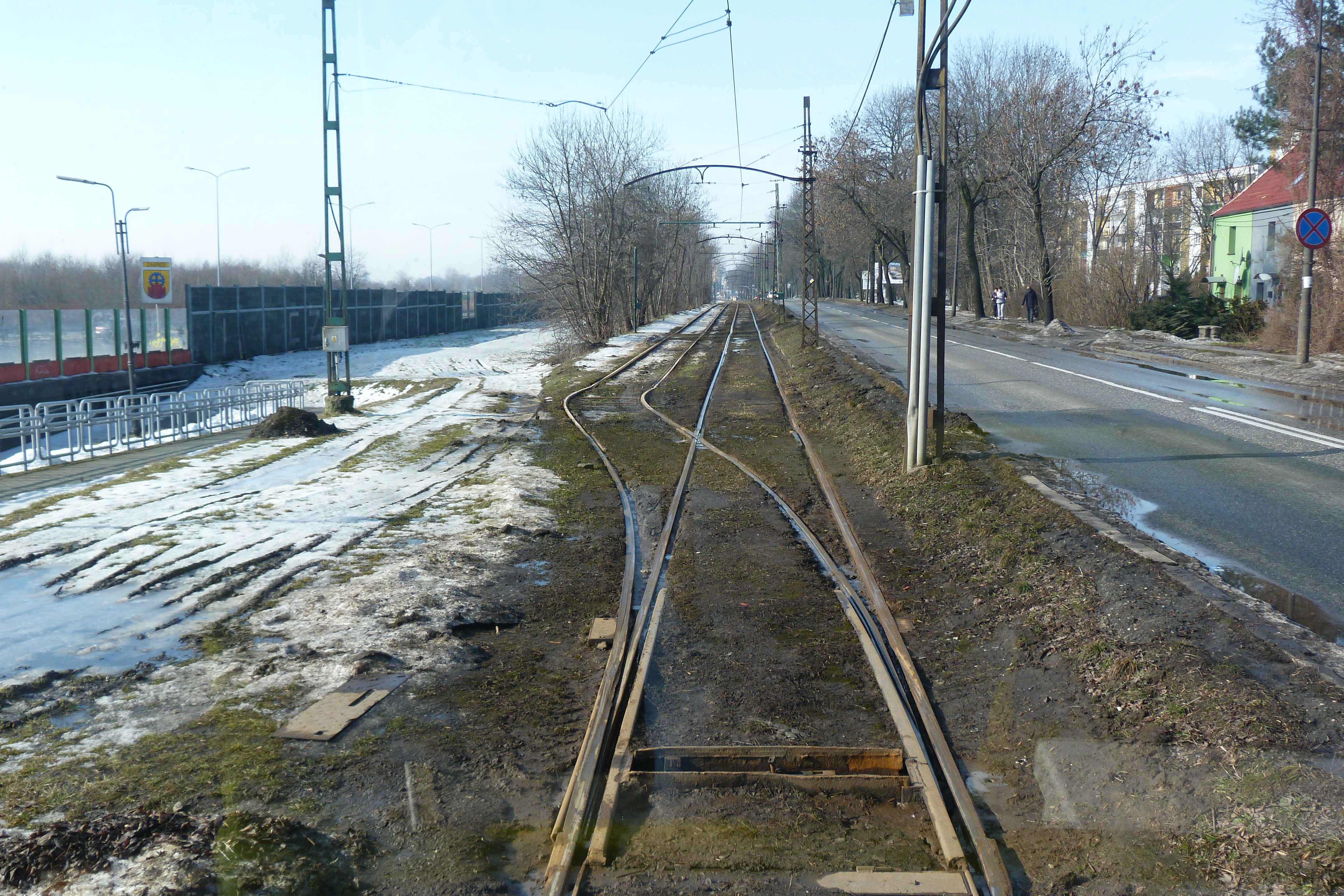
Meziměstská trať spojující města Ruda Śląska a Zabrze

Na začátku 21. století byl kvůli úsporám, preferenci autobusové dopravy a malé efektivitě ukončen provoz na následujících tratích:
- 1. dubna 2006 - Bytom – Dąbrówka Wielka
- 1. ledna 2007 - Będzin – Żychcice, Wojkowice
- 31. července 2008 - Bytom – Łagiewniki (trať byla znovuzprovozněna v roce 2014)
- 1. ledna 2009 - Chorzów Rynek – Plac Alfreda, Katowice

Dne 1. září 2009 byl ukončen provoz tramvají také na poslední trati ve městě Gliwice. Linka číslo 4, která dříve spojovala čtvrť Wójtowa Wieś s centrem Gliwic a sousedním městem Zabrze, tak byla zkrácena do zastávky Gliwice Zajezdnia na okraji města. Plány na ukončení provozu vyvolaly velký odpor obyvatelstva, který vyústil v konání referenda o odvolání tehdejšího primátora města Zygmunta Frankiewicze. Téměř 90 % obyvatelstva hlasovalo pro odvolání, nicméně kvůli nedostatečné účasti bylo referendum prohlášeno za neplatné.
V roce 2006 padlo rozhodnutí ukončit vypravování vozů z vozovny Chorzów Batory. Mezi 15. červnem a 12. srpnem byly jednotlivé služby postupně převedeny do jiných vozoven, nejvíce jich převzala vozovna Zawodzie, další služby si pak rozdělily vozovny Stroszek a Gliwice. Z vozovny Chorzów se poté stal Zakład Usługowo-Remontowy, obdoba českých ústředních dílen pro opravy tramvají.
V době značných investic z fondů EU byl 14. února 2015 ukončen provoz linky č. 18 Stroszek Zajezdnia – Chebzie Pętla. Hlavním důvodem k zastavení provozu byl velmi špatný technický stav jednokolejné trati v ulicích Piastowska a Wolności (město Ruda Śląska) a její nevhodná poloha na okraji vozovky.

### Předání Slezských tramvají samosprávám
Dne 30. prosince 2008 byly akcie společnosti Tramwaje Śląskie rozděleny podle provozních výkonů mezi jednotlivé samosprávy, které se podílejí na financování provozu tramvají následovně:
- Katovice – 25,1 %,
- Sosnowiec – 14,8 %,
- Bytom – 14,6 %,
- Zabrze – 12,4 %,
- Chorzów – 9,3 %,
- Dąbrowa Górnicza – 6 %,
- Świętochłowice – 5,5 %,
- Ruda Śląska - 5,2 %,
- Gliwice – 4,6 %,
- Myslowice – 1 %,
- Czeladź – 0,9 %,
- Siemianowice Śląskie – 0,6 %.

## Investice z fondů EU

### Rekonstrukce tramvajových tratí
V únoru 2011 se vedení měst Katovické konurbace rozhodlo zahájit projekt „Modernizacja Infrastruktury Tramwajowej i Trolejbusowej w aglomeracji Górnośląskiej” podporovaný Fondy Evropské unie. Modernizováno bylo celkem 48 kilometrů tramvajových tratí včetně zdvoukolejnění trasy Katovice – Sosnowiec a znovuzprovoznění trati Bytom – Łagiewniki. Rekonstruováno bylo také trolejové vedení. Druhá etapa projektu přinesla rekonstrukci dalších 15 kilometrů tratí.

### Modernizace vozového parku
Na základě smlouvy s konsorciem Modertrans Poznań a MPK-Łódź ze dne 30. července 2012 bylo modernizováno 75 tramvají Konstal 105Na na typ Moderus Alfa. Ve stejném roce bylo objednáno také 30 nových nízkopodlažních a tříčlánkových tramvají Pesa 2012N Twist, které byly dodány v letech 2013 až 2014. Modertrans Poznań dodal v letech 2015 až 2016 také 12 tříčlánkových, obousměrných a částečně nízkopodlažních tramvají MF 16 AC BD Beta.
Dne 8. března 2018 podepsala společnost Tramwaje Śląskie další smlouvu se společností Modertrans Poznań, tentokrát na dodávku 13 jednosměrných vozů MF 10 AC Beta a 3 obousměrných MF 11 AC BD Beta. Tentýž rok bylo objednáno také 40 tramvají Pesa Twist nové generace, z nichž je 8 v delším, osminápravovém provedení a 32 v kratším provedení se šesti nápravami.

### Výstavba nových tratí
Kromě rozsáhlých rekonstrukcí stávajících tratí budou vybudovány i dva zcela nové úseky. Výstavba prodloužení tratě linky č. 15 na území města Sosnowiec ze současné konečné Zagórze Pętla ke křižovatce ulic 11 Listopada a Marszałka Edwarda Rydza-Śmigłego byla zahájena v roce 2020. Na tři kilometry dlouhém úseku vznikne i 40 metrů dlouhý tunel. Druhá nová trať vzniká od roku 2022 také na ulici Grundmanna v Katovicích. Tento 550 metrů dlouhý úsek propojí stávající tratě v ulicích Chorzowska a Gliwicka a umožní větší variabilitu linkového vedení na území Katovic.
V plánu je také výstavba nové trati ze stávající konečné Brynów Centrum Przesiadkowe v Katovicích jižním směrem na do čtvrtí Kostuchna a Piotrowice. Městský úřad v Bytomi naopak odmítl výstavbu trati Bytom Szkoła Medyczna – Miechowice.

## Vozový park
| Obrázek | Typ                         | Začátek provozu | Počet vozů |
| ------- | --------------------------- | --------------- | ---------- |
|         | Konstal N                   | 1949            | 2          |
|         | Konstal 105N                | 1975            | 1          |
|         | Konstal 105Na a modernizace | 1979            | 91         |
|         | Moderus Alfa                | 2012            | 76         |
|         | Konstal 111N                | 1993            | 6          |
|         | Alstom Citadis 100 (116Nd)  | 2000            | 17         |
|         | Düwag Pt8                   | 2010            | 5          |
|         | Düwag Ptm                   | 2017            | 10         |
|         | Moderus Beta MF 16 AC BD    | 2015            | 12         |
|         | Pesa Twist 2012N            | 2013            | 30         |
|         | Pesa Twist 2012N-10         | 2020            | 8          |
|         | Pesa Twist 2017N            | 2020            | 32         |
|         | Moderus Beta MF 10 AC       | 2020            | 13         |
|         | Moderus Beta MF 11 AC BD    | 2020            | 3          |

## Infrastruktura

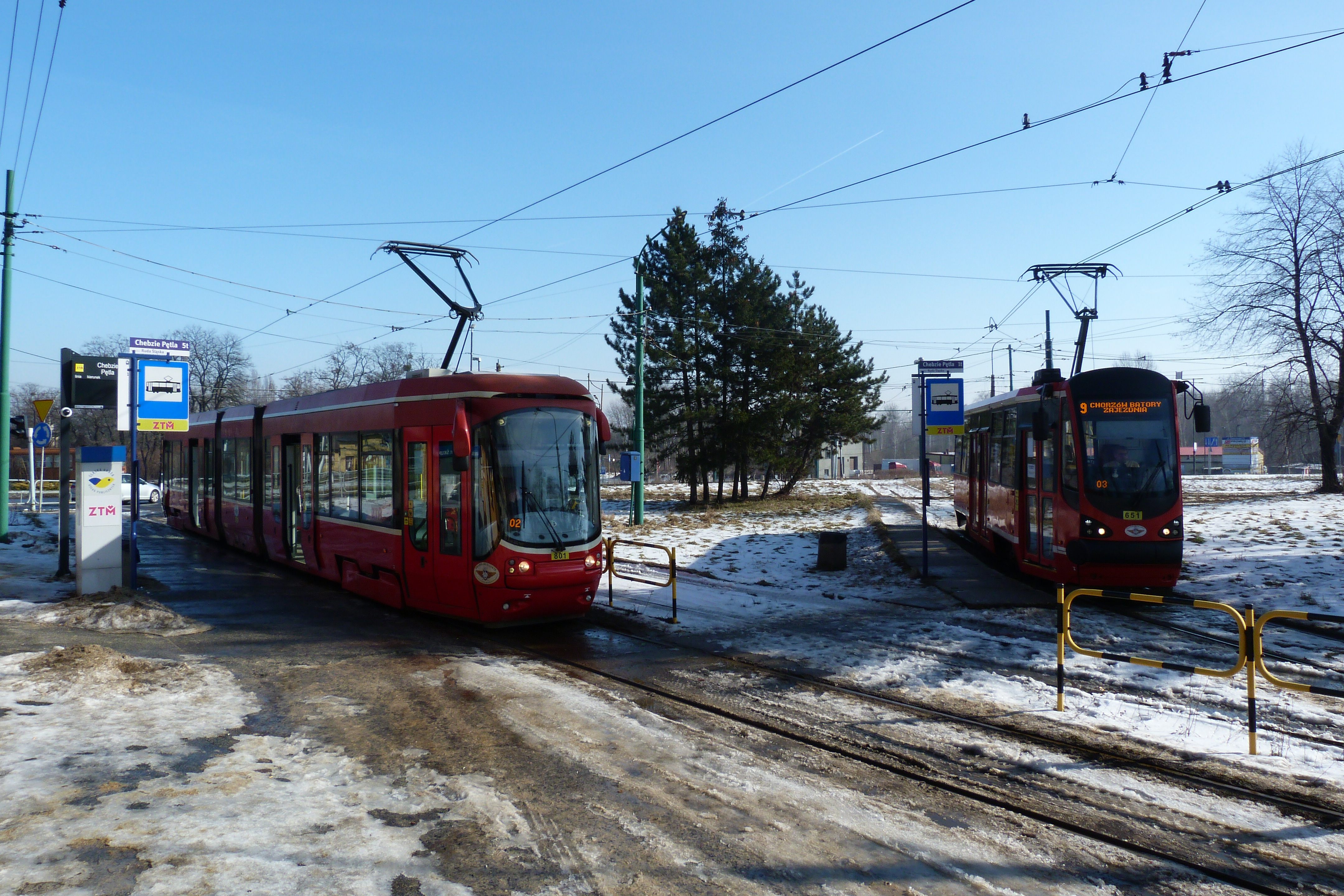
Přestupní uzel Chebzie Pętla ve městě Ruda Śląska

### Tratě
Tramvajová síť o rozchodu 1 435 mm měří 178,35 km. K dispozici je, včetně kolejí ve smyčkách a vozovnách, celkem 336,1 km jednokolejných tratí (stav k 28. 6. 2021):
- 55,5 km jednokolejných úseků
- 120 km dvoukolejných úseků (240 km jednokolejných)
- 29 km tratí ve vozovnách
- 11,6 km tratí ve smyčkách
- 391 výhybek a dalších 271 v areálu vozoven (stav k 29. 5. 2018)

### Vozovny
Tramwaje Śląskie mají k dispozici čtyři vozovny, které jsou rozděleny do čtyř provozních oblastí: Będzin, Katovice Zawodzie, Bytom Stroszek a Gliwice. Ústřední dílny se nacházejí v bývalé vozovně Chorzów Batory. 

## Počty cestujících
Od konce 2. světové války počty cestujících využívajících tramvaje v katovické aglomeraci pravidelně rostly až do druhé poloviny 50. let 20. století, kdy se ustálily na zhruba 300 milionech cestujících ročně. V roce 1983 bylo přepraveno rekordních 353 milionů cestujících a od té doby počet cestujících pravidelně klesal.